# جوزپه گوارینو
جوزپه گوارینو (ایتالیایی: Giuseppe Guarino؛ ‏ ۲۷ ژانویهٔ ۱۸۸۵ – ۱۲ فوریهٔ ۱۹۶۳) کارگردان فیلم، فیلم‌نامه‌نویس و تهیه‌کننده فیلم اهل ایتالیا بود.
از فیلم‌هایی که وی در آن‌ها نقش داشته است، می‌توان به میهمان یک‌شبه اشاره نمود.